# Placa basal (tubo neural)
En el sistema nervioso en desarrollo, la placa basal es la región del tubo neural ventral al surco limitante. Se extiende desde el mesencéfalo rostral hasta el final de la médula espinal y contiene principalmente neuronas motoras, mientras que las neuronas que se encuentran en la placa alar están asociadas principalmente con funciones sensoriales. Los tipos de células de la placa basal incluyen neuronas motoras inferiores y cuatro tipos de interneuronas.
Inicialmente, los lados izquierdo y derecho de la placa basal son continuos, pero durante la neurulación quedan separados por la placa del piso, y este proceso está dirigido por la notocorda. La diferenciación de neuronas en la placa basal está bajo la influencia de la proteína Sonic hedgehog liberada por estructuras ventralizantes, como la notocorda y la placa del piso.

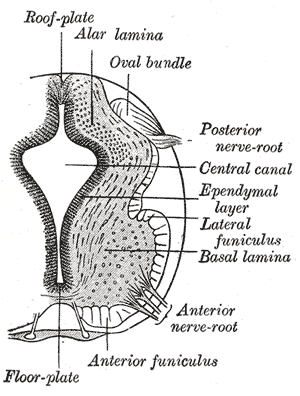
La placa basal (lámina basal) está separada de la placa alar (lámina alar) por el sulcus limitans (sin etiquetar).